# Cyphacma
Cyphacma är ett släkte av fjärilar. Cyphacma ingår i familjen praktmalar, Oecophoridae.
Kladogram enligt Catalogue of Life:
| Cyphacma | \| \| Cyphacma chalcozela \| \| \| \| \| \| Cyphacma tragiae \| \| \| \| |
|          | \| \| Cyphacma chalcozela \| \| \| \| \| \| Cyphacma tragiae \| \| \| \| |
|          | Cyphacma chalcozela                                                      |
|          |                                                                          |
|          | Cyphacma tragiae                                                         |
|          |                                                                          |